# Phare d'Elie Ness
Le phare d'Elie Ness est un phare construit sur un promontoire près d'Elie sur le côté nord de l'estuaire de Firth of Forth dans l'ancien comté de Fife au sud-est de l'Écosse.
Ce phare était géré par le Northern Lighthouse Board (NLB) à Édimbourg,l'organisation de l'aide maritime des côtes de l'Écosse. Il est désormais sous la maintenance de l'autorité portuaire de Forth Ports (en).

## Histoire
Il a été construit en 1908. C'est une petite tour ronde blanche avec une crénelée de 11 m de haut, avec d'une petite tour carrée blanche de même style servant de local technique.
Il émet, sur un plan focal de 15 m, un flash blanc unique toutes les 6 secondes. Le site est ouvert et les locaux sont fermés.

### Lien connexe
- Liste des phares en Écosse